# Georg Graf
Georg Graf (15 de marzo de 1875 – 18 de septiembre de 1955) fue un orientalista alemán y uno de los más importantes investigadores de la literatura cristiana árabe. Su obra en cinco volúmenes Geschichte der christlichen arabischen Literatur (Historia de la literatura cristiana áraba) está considerada el texto fundacional en este campo.

## Vida
Georg Graf nació en Münsingen, Alemania, en el año 1875. Ingresó en el seminario de Dillingen, donde estudió griego, latín y hebreo, mientras que también estudiaba por su cuenta siríaco y árabe. En 1902-1903 completó sus estudios en Múnich, estudiando de egipcio antiguo, copto,griego moderno y, posteriormente, georgiano. En 1903 obtuvo un doctorado en filología con una tesis sobre la literatura cristiana árabe hasta el s. XI, publicada en 1905. Este trabajo atrajo la atención del fundador de la revista Al-Machriq, Louis Cheikhô, quien tuvo a Graf en alta consideración. A partir de 1910-1911 estudió la literatura cristiana de los monasterios, mientras vivía en Jerusalén. También visitó Beirut durante una breve estancia.
En 1918 Graf obtuvo un doctorado en teología por la Universidad de Friburgo con una monografía sobre Marqus Ibn al-Qunbar (Ein Reformversuch innerhalb der Koptischen Kirche im zwölften Jahrhundert), publicada en 1923. Posteriormente realizó nuevas estancias de investigación en Egipto, Siria y Palestina. En 1930 fue nombrado Profesor Honorario de Literatura Cristiana Oriental en la Facultad de Teología de la Universidad de Múnich. En 1946, fue nombrado capellán papal. Murió en Dillinga en 1955.

## Legado
El archivo de Graf se encuentra en Múnich. El Centro para la Literatura Cristiana Árabe y la Investigación de Beirut CEDRAC continúa su trabajo en el campo de la investigación.

## LaGeschichte der christlichen arabischen Literatur
- Geschichte der christlichen arabischen Literatur ('Historia de la Literatura Cristina Árabe'); abrev. GCAL. (5 vols., 2348 páginas, Ciudad del Vaticano, 1944-53). La obra culmen de Graf abarca toda la literatura cristiana árabe hasta finales del siglo XIX y completa el trabajo de Carl Brockelmann Geschichte der arabischen Literatur ('Historia de la Literatura árabe') (1908-1912) para la que fue concebido como trabajo complementario.

- Vol. 1 traducciones al árabe, incluyendo la Biblia.
- Vol. 2 Autores (hasta mediados del siglo XV).
- Vol. 3 Autores (de mediados del siglo XV a finales del siglo XIX); incluye a melchitas y maronitas.
- Vol. 4 Autores; incluye a coptos, jacobitas, nestorianos y armenios.
- Vol. 5 Índice.

Se trata de una enciclopedia literaria de autores cristianos árabes, con sus respectivas reseñas biográficas y bibliográficas, el resumen de sus obras, ediciones, traducciones y estudios, así como un índice de las fuentes manuscritas. Muchas de las obras recogidas permanecen inéditas y sin traducir.

## Otras obras
Graf publicado más de 270 trabajos entre libros, artículos y ensayos sobre el oriente cristiano. En ese momento buena parte de la literatura en árabe permanecía inédita. Fue un colaborador permanente de las series árabes del Corpus Scriptorum Christianorum Orientalium y de la revista Oriens Christianus.
Tradujo numerosos textos árabes al alemán, incluyendo las obras de Teodoro Abucara.

## Publicaciones
- Geschichte der christlichen arabischen Literatur. Ciudad del Vaticano, Bibliotheca Apostolica Vaticana, 1944-1953. 5 vols.
- Die christlich-arabische Literatur: bis zur fränkischen Zeit (Ende des 11. Jahrhunderts); eine literarhistorische Skizze, Friburgo de Brisgovia, Herder 1905. - X, 74 S. (Strassburger theologische Studien ; 7,1)
- Catalogue de manuscrits arabes chrétiens conservés au Caire. Ciudad del Vaticano: Biblioteca apostolica vaticana, 1934.
- Die arabischen Schriften des Theodor Abu Qurra, Bischofs von Harran (ca. 740-820) Forschungen zur christlichen Literatur- und Dogmengeschichte, Band X, Heft 3/4, Paderborn, 1910.
- Des Theodor Abu Kurra Traktat uber den Schopfer und die wahre Religion, Beitrage zur Geschichte der Philosophie des Mittelalters. Texte und Untersuchungen, Band XIV, Heft 1. Munster, Westfalia, 1913. Contiene traducción al alemán.